# Tn10
Tn 10 — это мобильный генетический элемент, представляющий собой последовательность нуклеотидов ДНК, способный самостоятельно перемещаться в ДНК хозяина. Tn10 может перемещаться между участками хромосомы или плазмиды путём «вырезать-вставить» транспозиции (так называемой, нерепликативной транспозиции). Транспозон Tn10 часто используют в генетике для переноса и отбора генов из одного организма в хромосому другого.
Tn10 является сложным транспозоном, так как фланкирован IS (инсерционными последовательностями). Между IS последовательностями Tn10 располагаются гены резистентности к антибиотику тетрациклину. Такой фенотип делает удобным инструментом для генетических исследований. Гены встраиваются в транспозон и затем происходит трансфекция клеток хозяина, далее следует отбор клеток по чувствительности к тетрациклину, клетки без встройки погибают на среде с тетрациклином.